# Назаров, Владимир Николаевич (футболист)
Владимир Николаевич Назаров (1924 — ?) — советский футболист.

## Биография
Начинал свою карьеру в ивановской команде «Красное Знамя». Через год Назаров перешёл в коллектив класса «А» «Динамо» (Минск). В 1951—1952 выступал за московское «Торпедо». В 1952 году в составе «автозаводцев» стал обладателем Кубка СССР. Всего в классе «А» провёл 44 матча, забил 10 голов. В дальнейшем играл за тбилисский ДО, горьковское «Торпедо», ступинские «Крылья Советов» и раменский «Труд».

## Достижения
- Обладатель Кубка СССР (1): 1952.